# Sedlo Hadlanka

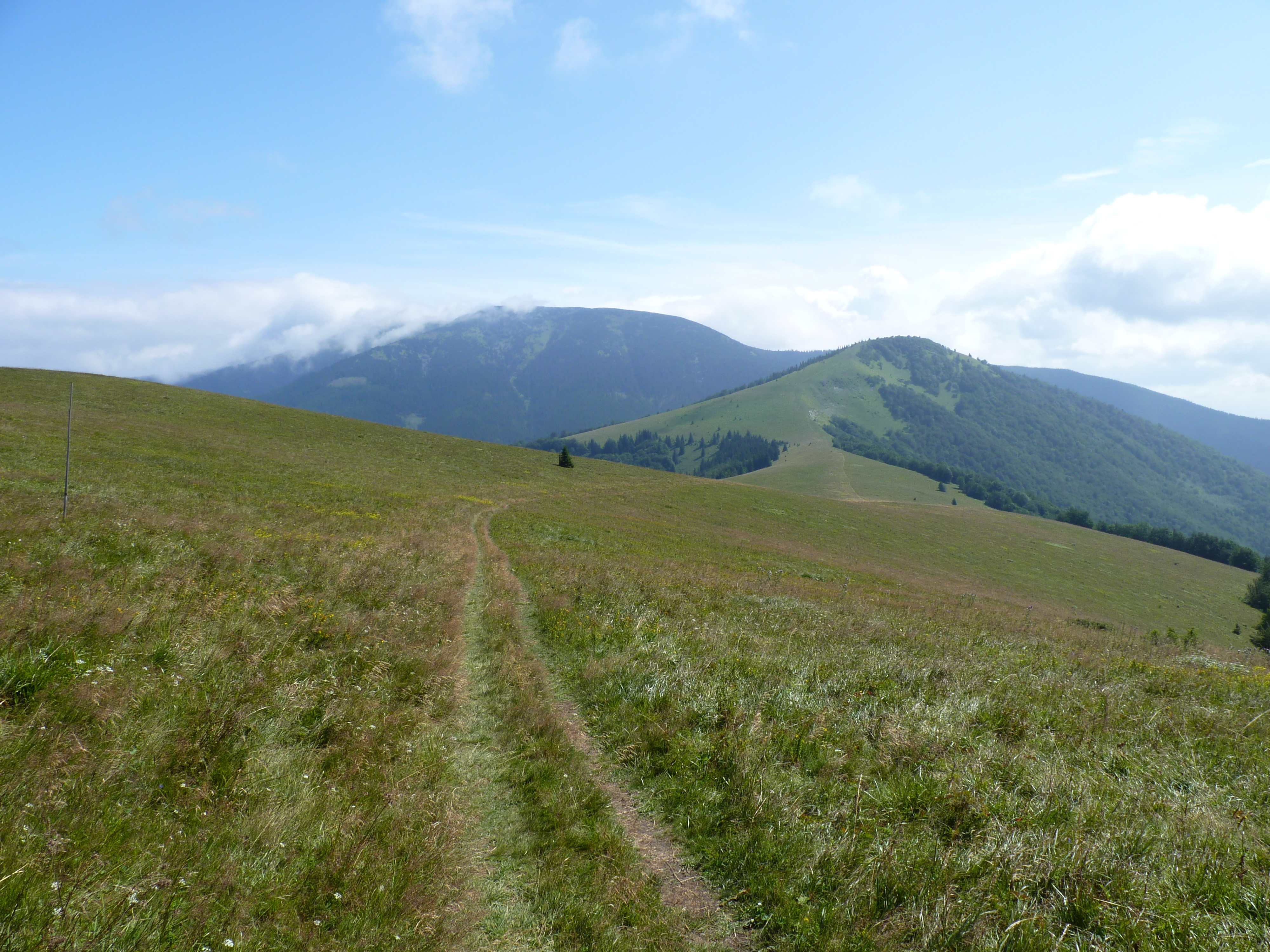
Przełęcz Hadlanka i Kozí chrbát

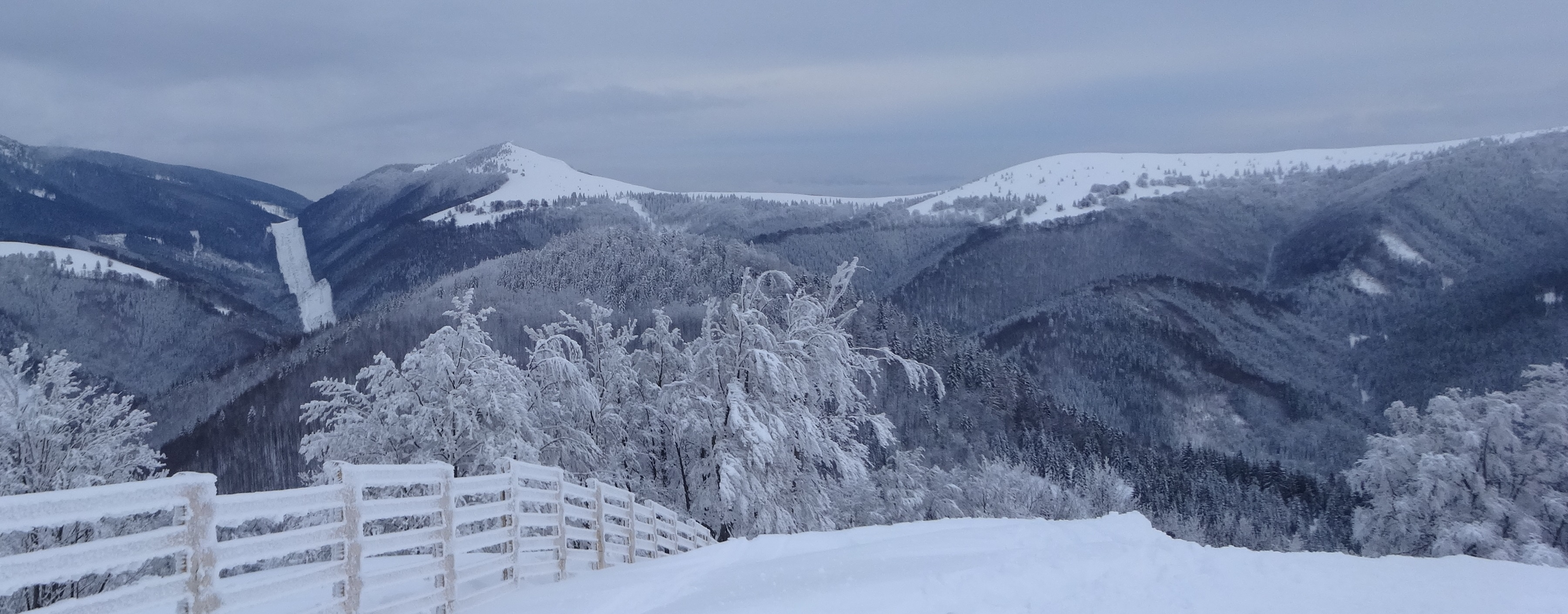
Przełęcz Hiadelska, Kozí chrbát, Hadlanka i Kečka. Widok z Donovale

Sedlo Hadlanka (ok. 1140 m) – przełęcz w Starohorskich Wierchach na Słowacji, oddzielająca Kozí chrbát (1130 m) od Hadliarki (1211 m). Północne stoki opadają do doliny Barboriná, południowe do Uhliarskiej doliny. Przełęcz znajduje się na obszarze Parku Narodowego Niżne Tatry (jeszcze do niedawna Starohorskie Wierchy zaliczane były do Niżnych Tatr).
Rejon przełęczy jest trawiasty. Są to dawne hale pasterskie, na których wiosną zakwitają krokusy. Trawiasty jest cały grzbiet ciągnący się od  Kozíego chrbátu aż po zachodnie zbocza Kečki. Prowadzi nim czerwony szlak turystyczny będący odcinkiem szlaku Cesta hrdinov SNP. Na przełęczy Hadlanka krzyżuje się z nim żółty szlak trawersujący północne stoki Kozíego chrbátu. Idąc nim traci się najładniejsze i rozległe widoki, ale obejście szczytu Kozíego chrbátu przydatne jest np. podczas złej pogody, gdy wierzchołek i tak pozbawiony jest widoków. Przy deszczowej pogodzie strome zejście z Kozíego chrbátu na Przełęcz Hiadelską jest śliskie.
Przez Hadlankę prowadzi także szlak rowerowy. Przez większość trasy prowadzi tą samą ścieżką, co szlak turystyczny, ale szczyt Kečki i Kozíego chrbátu trawersuje po północnej stronie. Można nim zjechać także przez Dolinę Uhliarską.

## Szlaki turystyczne
Donovaly – Barania hlava – Bulovský príslop – Kečka – Hadliarka – sedlo Hadlanka – Kozí chrbát – Hiadeľské sedlo. Odległość 9,5 km, suma podejść 540 m, suma zejść 435 m, czas przejścia: 3:10 h, z powrotem 3 h
   sedlo Hadlanka – północne zbocza Kozíego chrbátu – Hiadeľské sedlo. Czas przejścia: 1.10 h, 1.15 h
  Moštenica – Uhliarska dolina – Moštenica-Kyslá – sedlo Zubová – Hadlanka. Czas przejścia: 2.50 h, 2.20 h
  Donovaly – Hadliarka – sedlo Hadlanka – Hiadeľské sedlo – sedlo pod Babou – Korytnica-kúpele – Korytnica rázcestie
  Hadlanka – Sedlo Zubová – Moštenica-Kyslá – Uhliarska dolina – Moštenica